# Vivo (Mobilfunkanbieter)

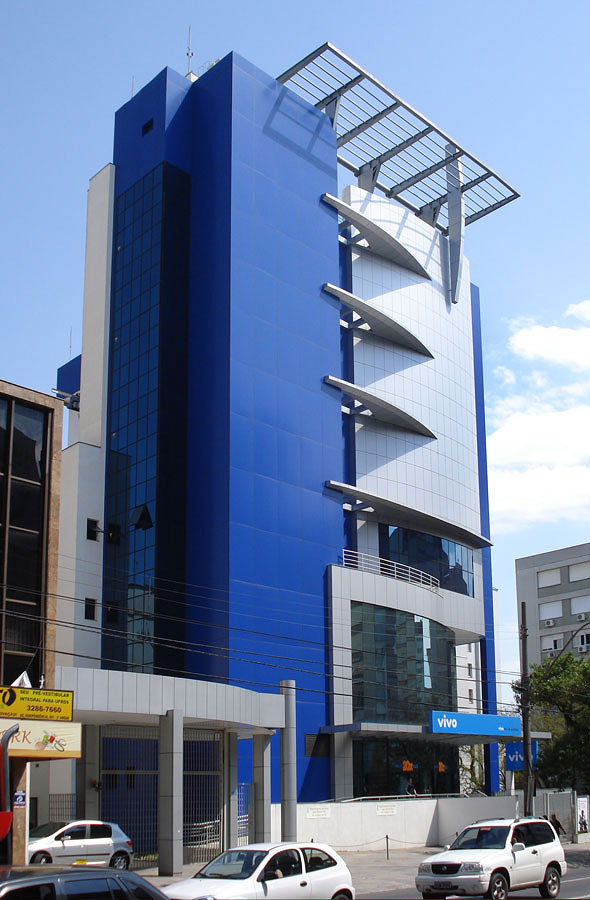
Vivo Hauptquartier in Porto Alegre

Vivo ist ein brasilianisches Unternehmen der Telekommunikation mit Sitz in Londrina und im Bovespa-Index der Börse von São Paulo gelistet.
Vivo ist einer der größten Mobilfunkanbieter in Brasilien und im übrigen Lateinamerika mit über 76 Millionen Mobilfunknutzern. Vivo entstand aus der Fusion verschiedener staatlicher brasilianischer Telekommunikationsunternehmen. Bis Mitte 2010 war es ein Joint Venture der portugiesischen Portugal Telecom und des spanischen Unternehmens Telefónica.
Im Juli 2013 ist Vivo von der Telefónica Brasil erworben worden. Vivo ist bei der Bereitstellung von mobilen Telekommunikationsdienstleistungen tätig. Das Unternehmen war früher bekannt als Global Telecom. Vivo wurde 1972 gegründet und hat seinen Sitz in Londrina, Brasilien.